# Oblast de Vologda
L'oblast de Vologda (en russe : Волого́дская о́бласть, Vologodskaïa oblast) est un sujet fédéral (oblast) de Russie. Sa capitale administrative est Vologda, mais sa ville principale est Tcherepovets.

## Histoire
Aux premiers siècles de notre ère, la population indigène était composée de tribus finno-ougriennes telles les Vepses, qui peuplaient les berges du Lac Beloïe, ou les Tchoudes, dont l'habitat primitif se situait à l'ouest du lac Koubenskoïe.
Ce n'est qu'au tournant des Ve – VIe siècle que les Slaves orientaux s'établirent dans la région. La colonisation russe du Nord a été accomplie à l'ouest par les Slaves ilmènes et au sud par les Krivitches.
En 862, la première colonie russe connue est Beloosero (l'actuelle Belozersk) ; suivent, au XIIe siècle, des villes comme Vologda et Veliki Oustioug. À cette époque, l'ouest de l'actuel oblast de Vologda est sous l'influence de la principauté de Veliki Novgorod, le reste sous le joug de la principauté de Vladimir-Souzdal.

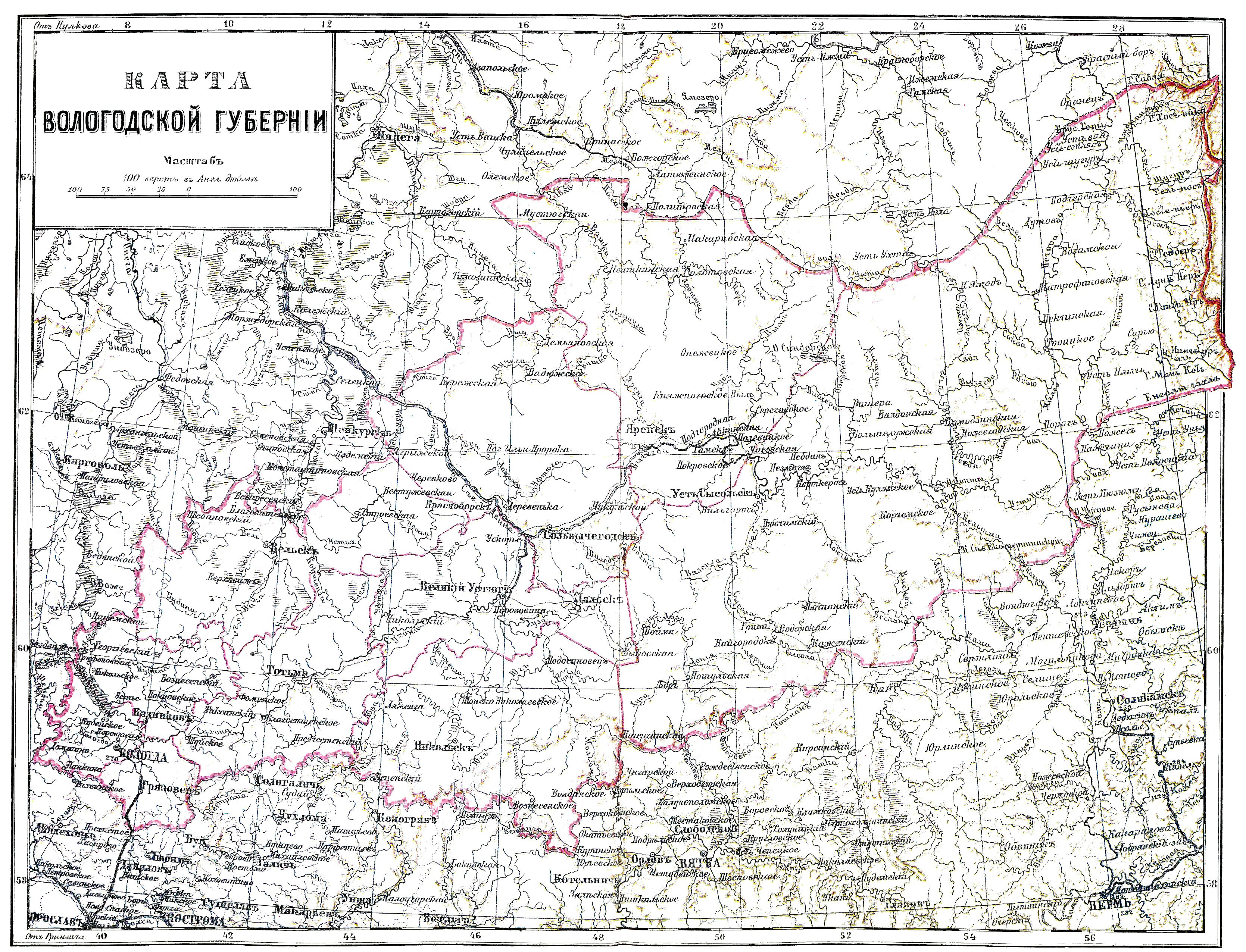
Carte du gouvernement de Vologda

En 1238, la principauté Beloosero prend son indépendance de Rostov-Souzdal, mais elle est annexée au XIVe siècle par la Moscovie. La plupart des villes de l'endroit n'obtiendront de charte urbaine qu'avec les réformes de Catherine II. Le premier train de réformes rattacha la moitié occidentale de l'actuel oblast à l’Ingrie, la moitié orientale formant le nouveau gouvernement d'Arkhangelsk, rebaptisé en 1780 « lieutenance de Vologda » et en 1796 gouvernement de Vologda, désormais divisée en sept ouïezds. De 1727 à 1927 la moitié ouest fut rattachée, elle au Gouvernement de Novgorod. Finalement le 15 juillet 1929, les deux parties est et ouest formèrent le Kraï du Nord, rebaptisé enfin « oblast de Vologda. » De 1941 à juin 1944, une portion ouest de l'oblast fut occupée par la Finlande.

## Géographie
L'oblast de Vologda s'étend sur 144 527 km2.

### Géographie physique
L'oblast est limitrophe au nord de l’oblast d'Arkhangelsk, à l'est de l’oblast de Kirov, au sud de  l’Kostrom et de l’oblast de Iaroslavl, au sud-ouest de l’oblast de Tver et de celui de Novgorod, à l'ouest de l’oblast de Leningrad et au nord-ouest de la république de Carélie.

#### Relief
L’oblast de Vologda se trouve au nord-est de la Plaine d'Europe orientale. Il présente un relief de collines, ou alternent dépressions (Prioneschskaïa, Mologo-Cheksninskaïa), plateaux (Andog, Belosersk, Kirillov) et massifs anciens (chaînes d'Andom, de Vepsov, de Vologod, de Galitch, de Verchneva, Monts Ouvaly). Le sous-sol offre peu de ressources minérales (présence de tourbe, matériaux de construction et eau minérale). 

#### Climat
La neige recouvre la région entre 160 jours et 170 jours par an.
Le climat est continental avec des hivers froids (température moyenne en janvier : -14 °C) et étés frais (température moyenne en juillet +18 °C). Le volume de précipitations est important: 500 mm/an avec une humidité permanente, ce qui explique que l'oblast possède tant de rivières, de lacs et de marais.

#### Hydrographie
Il est drainé par de grandes rivières : la Soukhona avec pour affluents la Vologda et la Dviniza, l’Ioug et la Louza, la Mologa et la Tchagodotcha, la Cheksna, l’Andoma et le cours supérieur de l’Ouncha. Le grand barrage de Rybinsk se trouve dans le sud-ouest de la région, les Lac Beloïe, Koubenskoïe et Voïe à l'ouest. Au nord, le Lac Onega est connecté à la Volga par la voie navigable Volga-Baltique.

#### Faune et flore
La flore est celle de la Taïga moyenne et méridionale. Les forêts, très majoritairement de conifères, recouvrent les 2/3 du territoire de l'oblast. La faune est elle aussi typique de la Taïga: élans, Ours brun, gloutons, Lièvre variable, fouines, blaireaux, loups, renards. Les rivières sont colonisées par les saumons, les brèmes, les sandres, les perches, les brochets etc. Les réserves naturelles sont le Parc National de Russki Sever et la réserve Darwinski.

## Population et société
L'oblast de Vologda est l'oblast de Russie proportionnellement le plus peuplé de Russes (96,56 %), avant ceux de Tambov (96,47 %) et de Briansk (96,34 %).
L'oblast compte 15 villes, 13 communes urbaines et 8 000 villages.

### Démographie
| 1897      | 1915      | 1926      | 1959      | 1970      | 1979      | 1990      | 2000      |
| --------- | --------- | --------- | --------- | --------- | --------- | --------- | --------- |
| 1 341 785 | 1 772 800 | 1 053 832 | 1 307 531 | 1 295 897 | 1 309 799 | 1 354 471 | 1 299 611 |

| 2002      | 2010      | 2015      | 2016      | 2021      | - | - | - |
| --------- | --------- | --------- | --------- | --------- | - | - | - |
| 1 269 568 | 1 202 444 | 1 191 010 | 1 187 685 | 1 142 827 | - | - | - |

| Année | Fécondité | Fécondité urbaine | Fécondité rurale |
| ----- | --------- | ----------------- | ---------------- |
| 1990  | 2,02      | 1,81              | 2,60             |
| 1991  | 1,84      | 1,64              | 2,43             |
| 1992  | 1,61      | 1,43              | 2,12             |
| 1993  | 1,41      | 1,22              | 1,93             |
| 1994  | 1,39      | 1,24              | 1,82             |
| 1995  | 1,34      | 1,20              | 1,78             |
| 1996  | 1,29      | 1,15              | 1,74             |
| 1997  | 1,25      | 1,13              | 1,67             |
| 1998  | 1,23      | 1,12              | 1,61             |
| 1999  | 1,16      | 1,08              | 1,49             |
| 2000  | 1,25      | 1,17              | 1,52             |
| 2001  | 1,31      | 1,24              | 1,59             |
| 2002  | 1,38      | 1,27              | 1,81             |
| 2003  | 1,40      | 1,30              | 1,78             |
| 2004  | 1,41      | 1,29              | 1,81             |
| 2005  | 1,36      | 1,23              | 1,74             |
| 2006  | 1,39      | 1,28              | 1,72             |
| 2007  | 1,47      | 1,32              | 1,91             |
| 2008  | 1,52      | 1,36              | 1,99             |
| 2009  | 1,58      | 1,44              | 2,02             |
| 2010  | 1,60      | 1,46              | 2,04             |
| 2011  | 1,68      | 1,50              | 2,29             |
| 2012  | 1,84      | 1,64              | 2,60             |
| 2013  | 1,85      | 1,63              | 2,73             |
| 2014  | 1,86      | 1,64              | 2,77             |
| 2015  | 1,92      | 1,85              | 2,24             |
| 2016  | 1,90      | 1,82              | 2,22             |
| 2017  | 1,70      | 1,62              | 2,07             |

### Composition ethnique
Les différents groupes ethniques au recensement de 2010 sont:
| Groupe ethnique | 1989      | %      | 2002      | %      | 2010      | %      |
| --------------- | --------- | ------ | --------- | ------ | --------- | ------ |
| Russes          | 1 301 516 | 96,48  | 1 225 957 | 96,56  | 1 112 658 | 92,53  |
| Ukrainiens      | 19 134    | 1,42   | 12 297    | 0,97   | 8 602     | 0,72   |
| Biélorusses     | 7 419     | 0,55   | 4 918     | 0,39   | 3 278     | 0,27   |
| Azéris          | 1 506     | 0,11   | 2 665     | 0,21   | 2 596     | 0,22   |
| Arméniens       | 866       | 0,06   | 2 150     | 0,17   | 2 469     | 0,21   |
| Tziganes        | 1 952     | 0,14   | 2 079     | 0,16   | 1 872     | 0,16   |
| Tatars          | 1 843     | 0,14   | 1 857     | 0,15   | 1 519     | 0,13   |
| Ouzbeks         | 505       | 0,04   | 413       | 0,03   | 1 250     | 0,10   |
| Moldaves        | 1 427     | 0,11   | 1 048     | 0,08   | 939       | 0,08   |
| Tchouvaches     | 1 159     | 0,09   | 911       | 0,07   | 676       | 0,06   |
| Géorgiens       | 1 252     | 0,09   | 987       | 0,08   | 673       | 0,06   |
| Allemands       | 865       | 0,06   | 955       | 0,08   | 641       | 0,05   |
| Vepses          | 728       | 0,05   | 426       | 0,03   | 412       | 0,03   |
| Total           | 1 349 022 | 100,00 | 1 269 568 | 100,00 | 1 202 444 | 100,00 |

### Principales villes
| Ville/ localité | Russe         | Habitants (oct. 2010) |
| --------------- | ------------- | --------------------- |
| Tcherepovets    | Череповец     | 312 310               |
| Vologda         | Вологда       | 301 755               |
| Sokol           | Сокол         | 38 452                |
| Veliki Oustioug | Великий Устюг | 31 665                |
| Cheksna         | Шексна        | 20 953                |
| Griazovets      | Грязовец      | 15 528                |

## Économie

### Industrie
Les plus grandes usines de cette région sont celles du groupe sidérurgique Severstal à Tcherepovets. L'industrie métallurgique assure près de 50% de la production de l'oblast, puis vient l'industrie chimique (également à Tcherepovets), l'agro-alimentaire, les scieries et les constructions mécaniques.
La métallurgie jouit dans cette région d'une tradition qui remonte au XVIe siècle : le foyer était alors la bourgade d'Oustioujna. Les autres activités manufacturières traditionnelles étaient la production de sel (à Totma) et la cristallerie (dans l'actuel district de Tchagodochensky). Au XVIIIe siècle, les scieries connurent une expansion rapide, puis au XIXe siècle, ce fut le tour des filatures de lin. En 1871, un négociant danois, Friedrich Buman, aménagea la première laiterie mécanisée dans le manoir de Fominskoïe (à 13 km au nord-ouest de Vologda). Vologda est devenue depuis le centre de la production de beurre en Russie, et le « beurre de Vologda », mis au point par Nicolas Veretchaguine et Buman, est réputé pour son goût de noix

### Agriculture

Jeunes paysannes de la vallée rurale de la Cheksna, non loin de Kirillov, en costume traditionnel. Ceci est l'une des premières photos couleurs de la Russie, œuvre de Sergueï Prokoudine-Gorski.

L’agriculture repose essentiellement sur l’élevage bovin (lait et viande), les volailles, le maraîchage, la culture du lin et des pommes de terre. En 2008, 73% de la production était assurée par de grandes exploitations.

## Transport

### Routier
Parmi les autoroutes de l'oblast (longueur totale de 15 595 km), les principales sont :
- Magistrale M8 « Kholmogory » (Moscou -Iaroslavl  - Vologda  - Arkhangelsk) ;
- Route fédérale A114 (Vologda - Novaïa Ladoga - R21) ;
- Route fédérale A119 (Vologda - Medvejiegorsk) ;
- Route fédérale R157 (Ouren - Charia- Kotlas).

### Aérien
L'aéroport international de Tcheropovets (ru) assure des vols vers Moscou, Saint-Pétersbourg, Petrozavodsk et Helsinki.

## Culture et tourisme

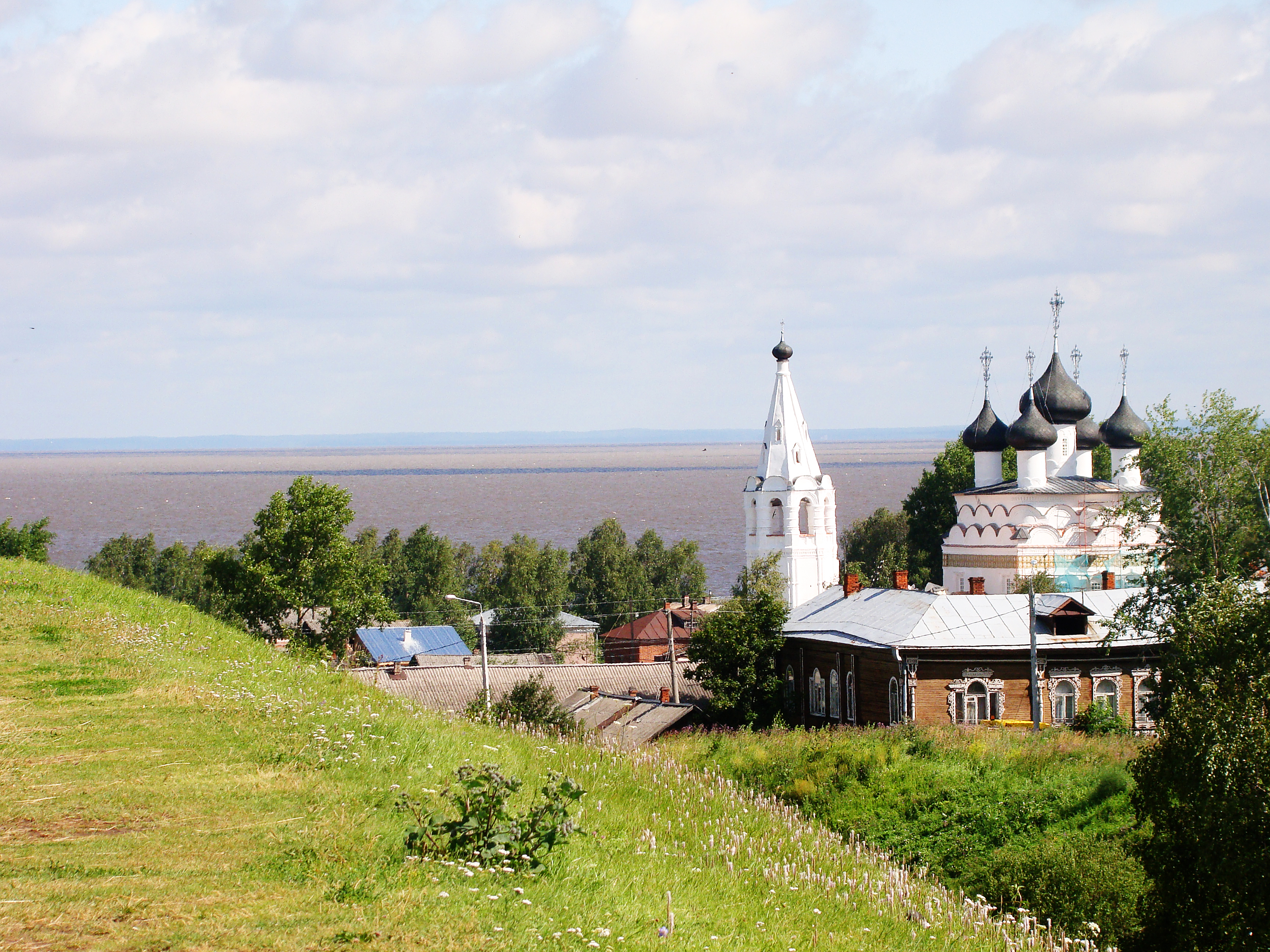
Belozersk

Les localités de Belozersk, Veliki Oustioug, Vologda, Oustioujna, Totma, etc. sont de véritables musées à ciel ouvert. Elles ont le statut de villes historiques.
L'architecture et l'histoire des ensembles architecturaux, tels que le monastère Saint-Cyrille de Beloozero, le monastère du Sauveur de Prilouki, le monastère de Ferapontov (appartenant au patrimoine mondial de l'UNESCO et d'autres, font partie des plus beaux bâtiments et paysages naturels de la Russie.
Le raïon de Kirillov est le plus touristique de l'oblast, avec près de 450 000 touristes en 2019.

## Culture populaire
- L'oblast de Vologda est, dans le jeu vidéo Act of War: Direct Action, le théâtre d'une insurrection menée par le Consortium contre le gouvernement russe, insurrection qui est matée par les forces conjointes de la Russie et des États-Unis.

## Galerie

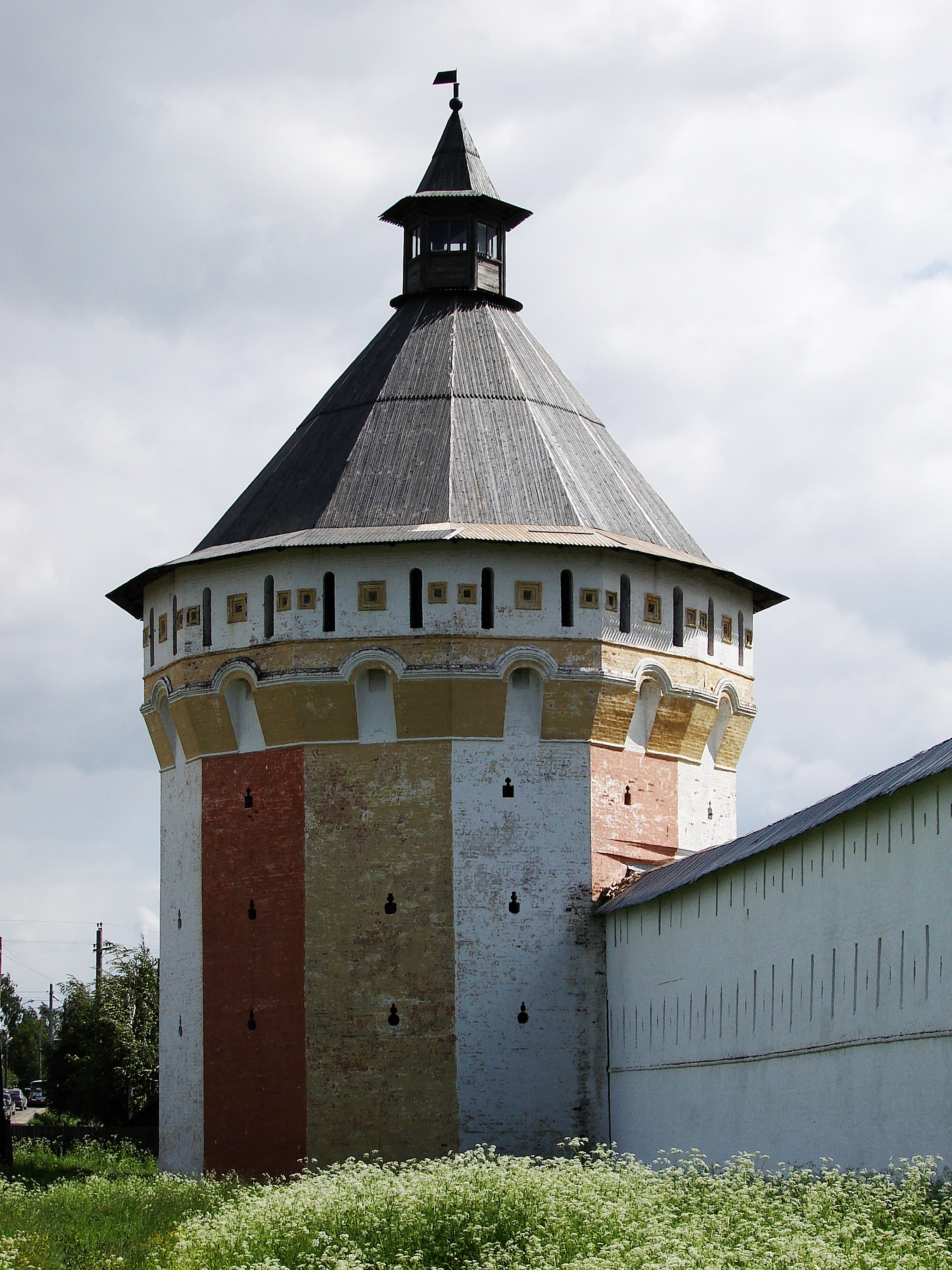
Tour du monastère du Sauveur de Prilouki.
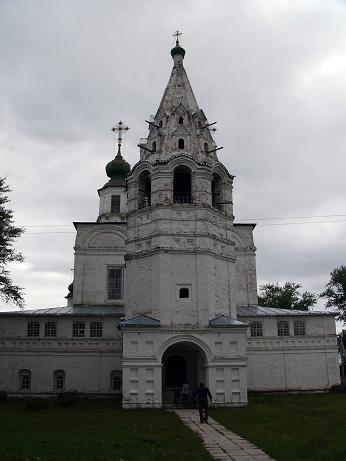
Monastère de la Trinité de Gleden.
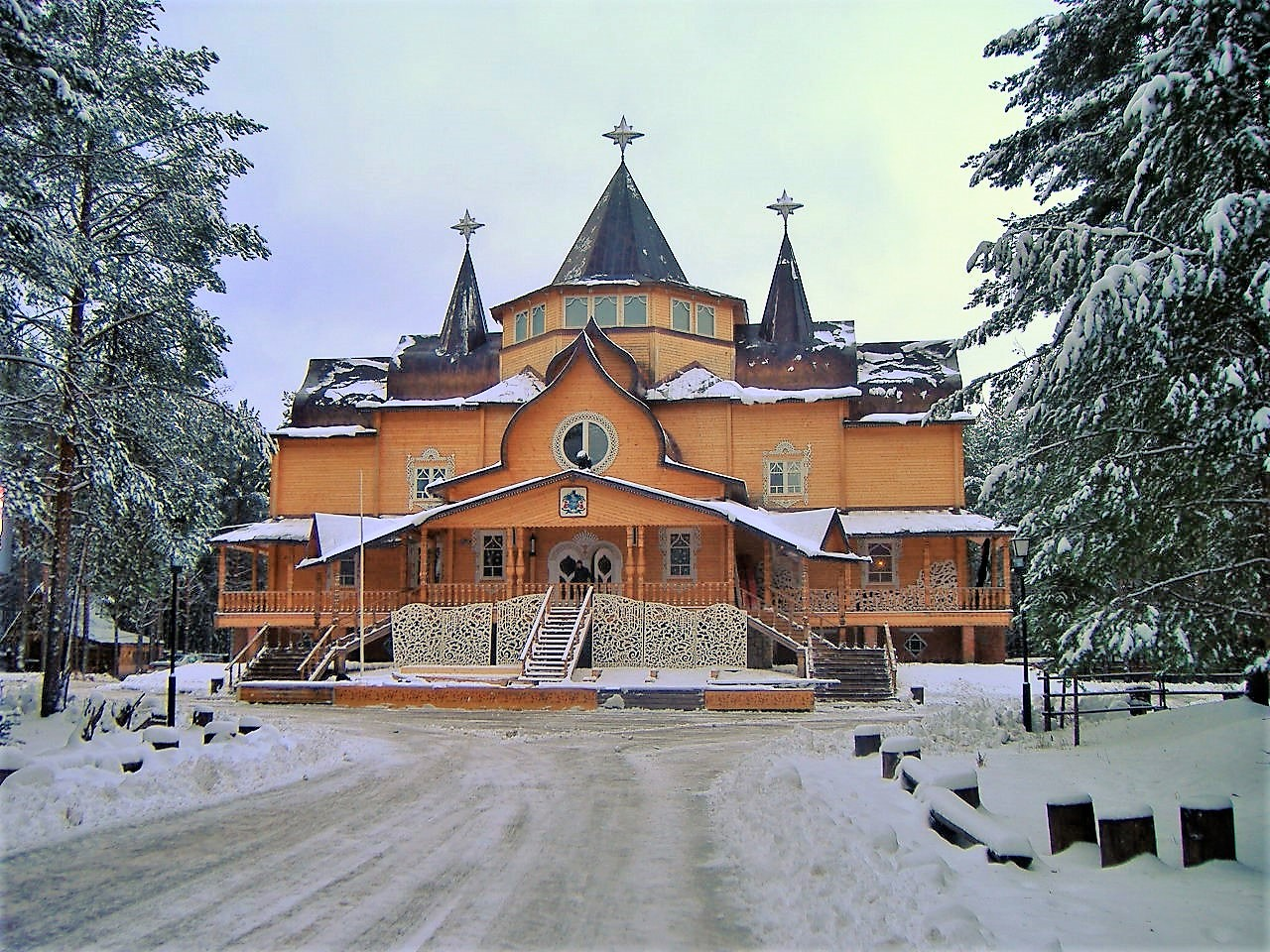
La résidence de Ded Moroz à Veliki Oustioug.
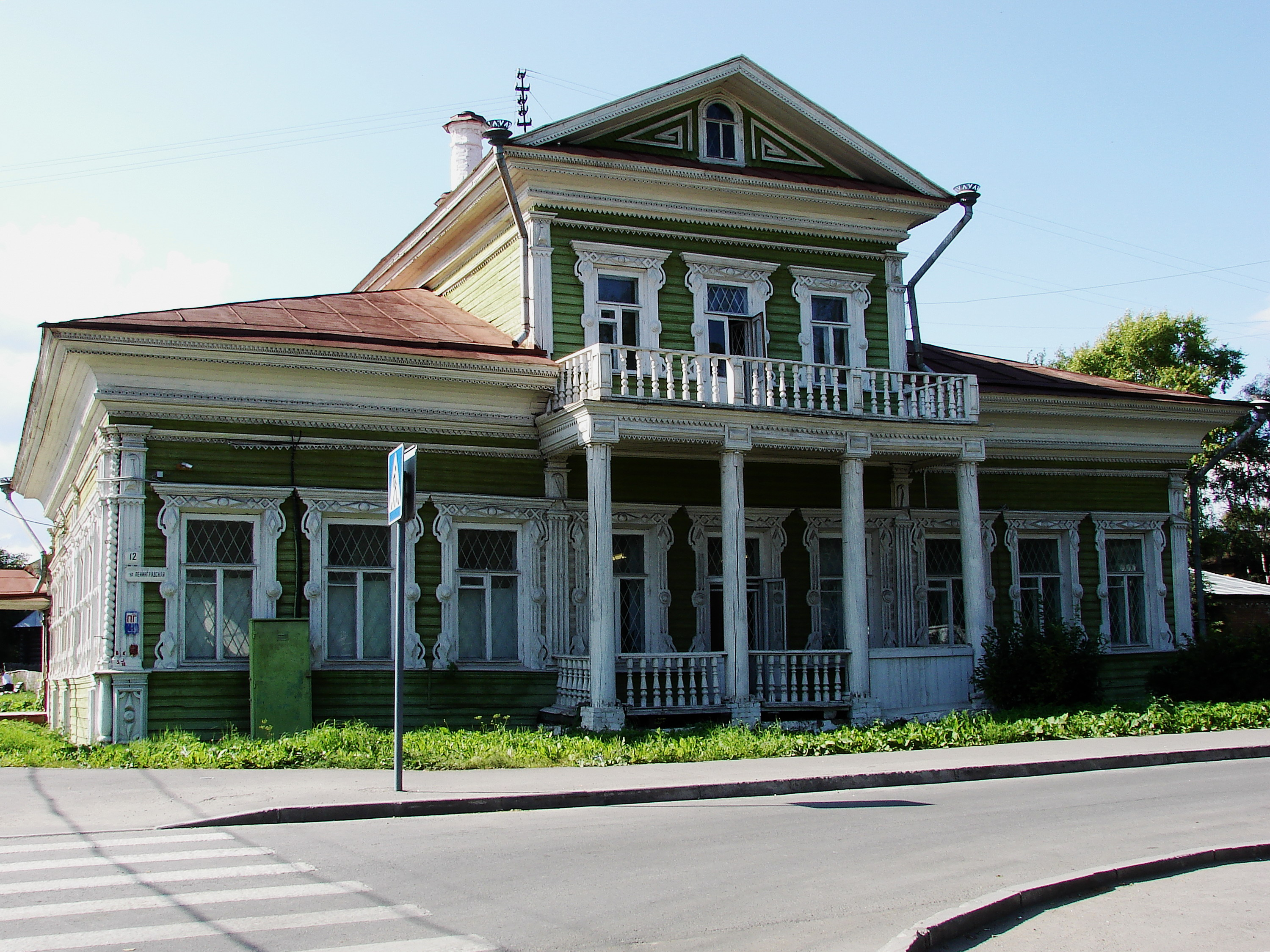
La maison Zassetski, typique de l'architecture en bois de Vologda.